# Publius Cornelius Scipio Nasica Serapio
Publius Cornelius Scipio Nasica Serapio (ca. 183-132 f.Kr.) var en romersk politiker af den indflydelsesrige Scipio-familie. Han blev pontifex maximus ("ypperstepræst") i 141 f.Kr. og var konsul (det højeste politiske embede i den romerske republik) i 138 f.Kr. Han var søn af Publius Cornelius Scipio Nasica Corculum, som var konsul to gange og pontifex maximus indtil sin død, hvorefter sønnen tog over. Serapios morfar var den navnkundige hærfører Publius Cornelius Scipio Africanus. Han spillede en stor rolle i mordet på Tiberius Gracchus, så for at redde ham fra hævntørsten fra Roms befolkning, sendte Senatet ham på en opdigtet opgave til Asien, til trods for at han på daværende tidspunkt var pontifex maximus – han var dermed den første pontifex maximus, der nogensinde forlod Italien (men ikke den sidste; Julius Cæsar er et eksempel herpå). Han døde dog kort efter i Pergamum. Tilnavnet Serapio blev givet til ham af tribunen C. Curiatius på grund af hans lighed med en Serapio, en handlende med ofringer.
Serapios egen søn, der også hed Publius Cornelius Scipio Nasica Serapio, blev, ligesom sin far, sin farfar og sin farfars far, konsul; det var han i 111 f.Kr., samme år som han døde.
1. ↑  Navnet er anført på engelsk og stammer fra Wikidata hvor navnet endnu ikke findes på dansk.
2. ↑  Navnet er anført på engelsk og stammer fra Wikidata hvor navnet endnu ikke findes på dansk.